# Sephena quintena
Sephena quintena är en insektsart som beskrevs av Medler 2000. Sephena quintena ingår i släktet Sephena och familjen Flatidae. Inga underarter finns listade i Catalogue of Life.